# Broseley
Broseley est une petite ville dans le Shropshire en Angleterre avec une population de 4 912 habitants (recensement 2001). Le fleuve Severn coule dans le nord et à l'est de la ville. Iron Bridge, le premier pont en fer dans le monde a été construit en 1779 pour lier Broseley et Coalbrookdale dans le Madeley.